# Austrogymnocnemia sarahae
Austrogymnocnemia sarahae is een insect uit de familie van de mierenleeuwen (Myrmeleontidae), die tot de orde netvleugeligen (Neuroptera) behoort. 
Austrogymnocnemia sarahae is voor het eerst wetenschappelijk beschreven door New in 1985.